# Joseph Paul-Boncour
Joseph Paul-Boncour (Saint-Aignan (Loir-et-Cher), 4 augustus 1873 - Parijs, 28 maart 1972) was een Frans advocaat en staatsman.

## Biografie
Paul-Boncour studeerde letterkunde in Bretagne en vervolgens rechten in Parijs. Hij twijfelde om bij de zeemacht te gaan, maar koos uiteindelijk voor het beroep van advocaat. Hij voelde zich aangetrokken door het gedachtegoed van La Revue Socialiste, een maandblad opgericht door Benoît Malon van 1885 tot 1914. Zonder tot toe te treden tot een partij, verkoos hij om samen met enkele vrienden de stakers te verdedigen.

## Politieke carrière
Van 1899 tot 1902 was hij persoonlijke secretaris van de minister-president Waldeck-Rousseau. In 1904 werd hij verkozen tot gemeenteraadslid van zijn geboortestad. Twee jaar later werd hij cabinetchef van René Viviani, een socialist die nauwe banden had met Jean Jaurès, die weigertde toe te treden tot de SFIO (Section Française de l'Internationale Ouvrière) een Franse socialistische partij en die de eerste Franse minister van werk werd. Paul-Boncour begon zijn parlementaire carrière als afgevaardigde van de Loir-et-Cher, verkozen naar aanleiding van tussentijdse verkiezingen in januari 1909, en herverkozen in 1911. Hij beet zich vooral vast op de uitwerking van de pensioenwet en na de val van de regering, besteedde hij al zijn parlementaire tijd aan deze wet. Hij weigerde zelfs de functie als adjunct-staatssecretaris voor Schone Kunsten, een functie die hij met plezier zou gedaan hebben. Hij had nog steeds zijn twijfels over de SFIO en verkoos toe te treden tot de Republikeins-Socialistische Partij.
In 1914 was hij afgevaardigde af, en sloot hij zich aan bij het Franse leger tot het einde van de Eerste Wereldoorlog.
In 1916 trad hij toe tot de SFIO. In 1919 werd hij verkozen tot afgevaardigde van het departement van de Seine en in 1924 werd hij herverkozen. In de kamer van afgevaardigden was hij lid van de wapencommissie en van de commissie voor buitenlandse zaken. Als overtuigd voorstander van de vrede was hij ervan overtuigd dat een voorzichtige aanpak van de wapenwedloop aangewezen was.
In 1924 verliet hij het departement van de Seine en stapte over naar het departement van de Tarn waar hij in hetzelfde jaar verkozen werd als afgevaardigde en waar hij in 1928 herverkozen werd. In hetzelfde jaar werd hij voorzitter van de commissie van buitenlandse zaken.
Van 18 december 1932 tot en met 31 januari 1933 was hij premier en minister van Buitenlandse Zaken in het Kabinet-Paul-Boncour.
- Biblioteca Nacional de Chile: 000235982
- Bibliothèque nationale de France: cb12813830w (data)
- Catàleg d'autoritats de noms i títols de Catalunya: 981058507873706706
- CiNii: DA04946412
- Gemeinsame Normdatei: 116061383
- International Standard Name Identifier: 0000 0001 0867 3005
- Library of Congress Control Number: n89606469
- Base Léonore: 19800035/1110/27116
- Nationale Bibliotheek van Tsjechië: skuk0001057
- Nationale bibliotheek van Australië: 51728727
- Nationale Bibliotheek van Israël: 987007569900305171
- Nationale Bibliotheek van Polen: a0000002091187
- Nederlandse Thesaurus van Auteursnamen: 070099316
- Réseau des bibliothèques de Suisse occidentale: 02-A000128637
- SNAC: w6h7193b
- Système universitaire de documentation: 030419468
- Trove: 1509020
- Virtual International Authority File: 7515538
- WorldCat: E39PBJxrWFYGHdb3BYkwjy4pfq